# Joachim Brunetti
Joachim Brunetti (někdy uváděn též jako Giacomo, Gioacchino či nesprávně Giovanni, 17. listopadu 1773 či 1771, Florencie – 16. března 1823, Praha) byl italský komický tanečník a choreograf působící ve Vídni a v Praze.

## Život a činnost
Brunetti působil zpočátku ve Vídni jako komický tanečník. V roce 1798 přešel do Prahy, kde ho spolu s I. Venturiniovou v Nosticově (Stavovském) divadle angažoval tamní italský ředitel Domenico Guardasoni († 1806). Brunetti působil nejprve jako tanečník a později, do roku 1806 jako baletní mistr.
Z Nosticova divadla odešel při změně vedení divadla, kdy zesnulého ředitele Guardasoniho (a před ním Pasquale Bondiniho) nahradil Jan Karel Liebich a s ním došlo k odklonu od italské operní tvorby a zaměření na německou operu.

### Manželství a rodina
Dne 10. ledna 1799 se v Praze u sv. Havla oženil s herečkou Theresou Freyovou (1782, Vídeň – 1864, Praha), s níž měl několik dětí:
- Johann (* 1800)
- Franz (1809–1894)
- Friedrich (* 1815)
- Therese Barbara (1803–1892), provdaná za Jana Václava Kalivodu
- August (* 1818) měl občanské povolání.

Je možné, že vlastní domu na pražském Starém Městě Hieronymus Brunetti byl příbuzný, to však není doloženo.
Joachim Brunetti zemřel v Praze 16. března 1823 na vodnatelnost plic.